# Alvin Toffler

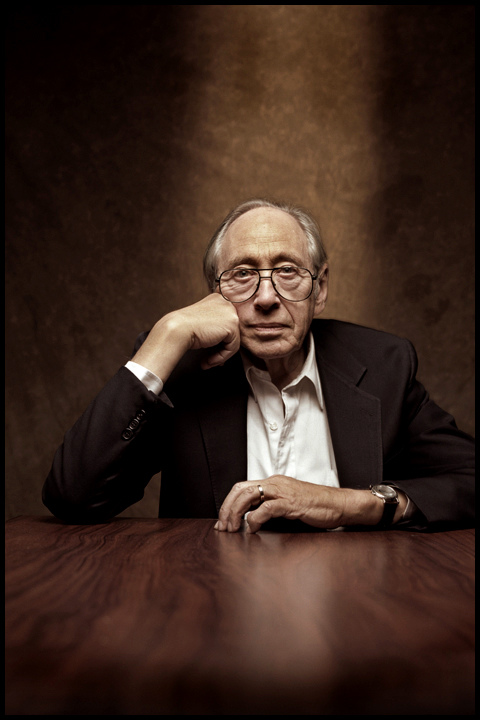
Alvin Toffler

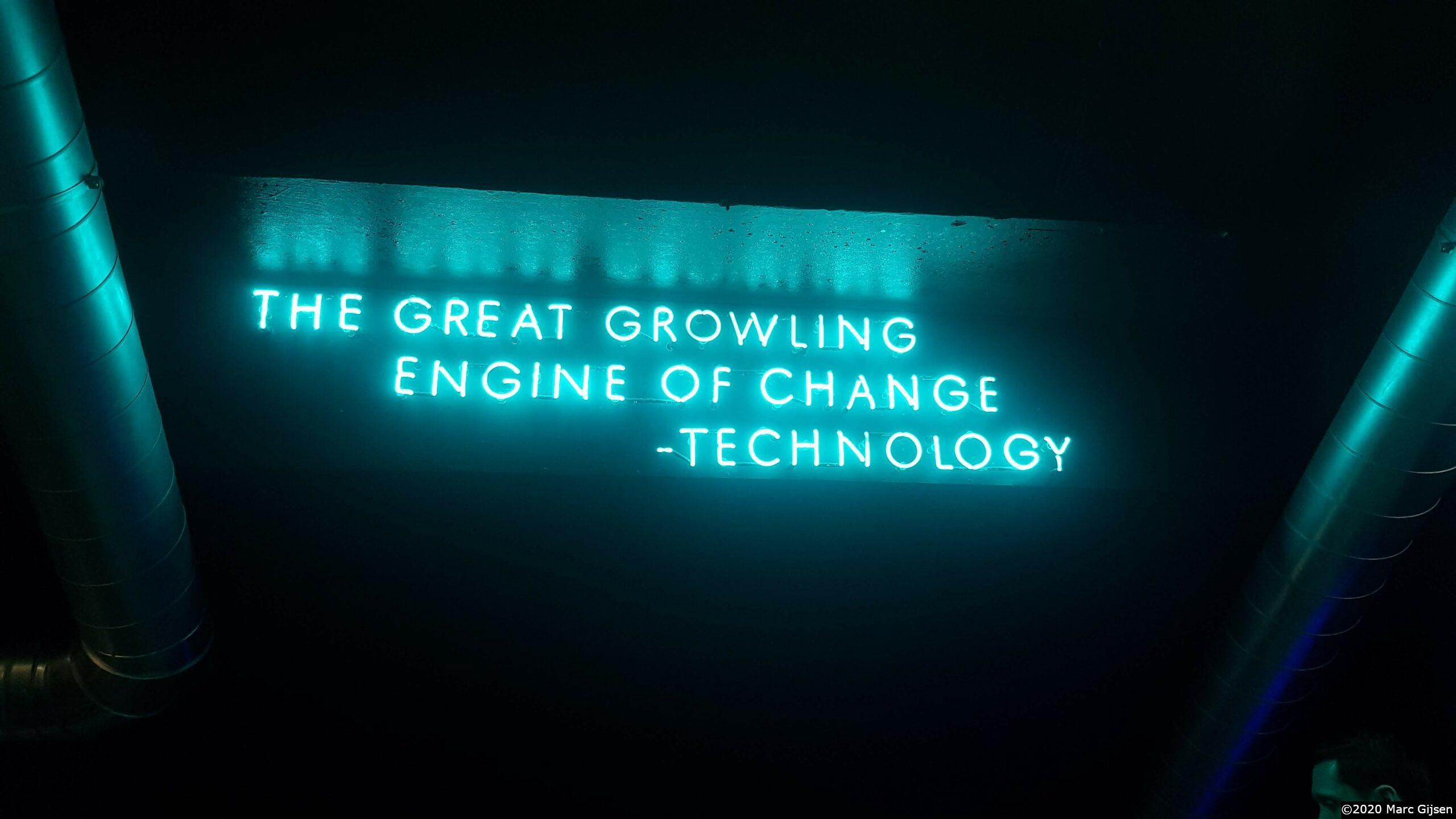
Citaat van Alvin Toffler voor "Club Toffler" in Rotterdam

Alvin Toffler (New York, 3 oktober 1928 – Los Angeles, 27 juni 2016) was een Amerikaanse publicist en futoroloog. Hij is onder meer bekend als trendwatcher in technologische en sociale ontwikkelingen. Zijn bekendste boek is Future Shock.
Toffler had een conservatieve insteek en legde nadruk op de sociale problemen die kunnen voortkomen uit technologische ontwikkelingen. Hij inspireerde onder anderen Newt Gingrich en de Belgische oud-premier Jean-Luc Dehaene.
Toffler was getrouwd met collega Heidi en ze hadden 1 dochter, maar die overleed op 46-jarige leeftijd aan het syndroom van Guillain-Barré. Toffler werd 87 jaar oud en stierf in zijn huis in Bel Air. Heidi Toffler overleed 6 februari 2019 in Los Angeles en werd 89 jaar oud.

## De derde golf
In De Derde Golf analyseert Alvin Toffler de verwarring en onvrede die het gevolg zijn van de razendsnelle veranderingen in de sociale structuren en technologie. Toffler toont in het boek hoe het doen en laten beïnvloed worden door technologie en sociale structuren. De Eerste Golf of de agrarische revolutie drukte haar stempel op de wereldgeschiedenis. De Tweede Golf is de Industriële revolutie, die had een nog groter effect. In het tijdvak waarin Toffler zijn boek schrijft ziet hij een derde, nieuwe maatschappijvorm ontstaan: die van De Derde Golf. In het boek schildert hij het toekomstig wereldbeeld: veranderingen in het leefpatroon, werk, gedrag, gezin, liefde, economie en politiek.

## Boeken
- Future Shock (1970), Bantam Books ISBN 0-553-27737-5. Nederlandstalige uitgave onder de titel Toekomstshock.
- The Eco-Spasm Report (1975), Bantam Books ISBN 0-553-14474-X. Nederlandstalige uitgave onder de titel Grenzen aan de crisis.
- The Third Wave (1980), Bantam Books ISBN 0-553-24698-4. Nederlandstalige uitgave onder de titel De derde golf.
- Previews & Premises (1983)
- Powershift: Knowledge, Wealth and Violence at the Edge of the 21st Century (1990), Bantam Books ISBN 0-553-29215-3, in het Nederlands vertaald als De Nieuwe machtselite. Wie krijgen in onze veranderende wereld de macht? (1990)
- War and Anti-War (1995), Warner Books ISBN 0-446-60259-0
- Revolutionary Wealth (2006), Knopf ISBN 0-375-40174-1